# 산마르티노인펜실리스
산마르티노인펜실리스(이탈리아어: San Martino in Pensilis)는 이탈리아 몰리세주 캄포바소도의 코무네다. 캄포바소로부터 북동쪽 45km 거리에 있다.